# 櫻井浩美
櫻井浩美（日语：／ Sakurai Harumi，1982年10月21日—）是一名日本女性聲優，東京都出身，Office渡邊所屬，血型O型。

## 簡介
- 浩美（はるみ）這個名字常常被誤讀為浩美（ひろみ）。
- 擅長年長系和傲嬌系的角色，從小孩到成熟的女性都能完美的演繹。
- 2006年7月，和壹智村小真、淺井晴美一起自行製作網路廣播『studio TeaParty』。在廣播裡的愛稱是「はるるん」。2010年5月因著經紀公司的意思從廣播裡畢業。
- 到2009年1月為止所屬經紀公司是Office CHK。之後，2009年2月移籍到元氣Project。2009年9月移籍到Office渡邊。

## 人物
- 從小就開始學習空手道。
- 喜歡吃甜的食物，不擅長吃辣，不吃有芥末的壽司。
- 非常喜歡成龍。但是只看過日語配音版本，沒看過原音版本。
- 和聲優小野涼子是非常要好的朋友，與田中涼子、小林真紀、大久保藍子也相當要好。
- 興趣是玩遊戲，比較沉迷怪物獵人。
- 小時候的夢想是上班族。
- 學生時代喜歡的科目是歷史，但是完全不記內容。
- 保護嗓子的方法是一直含大量的喉糖。
- 喜歡魔法咒文或喊出必殺的名字台詞。

## 主要參與作品

### 電視動畫
主角、主要角色以粗體表示
2002年
- X戰警（キティ・プライド、シャドウキャット）

2003年
- 冒險遊記（Delie）

2004年
- 今日大魔王!（姗葛莉亞、ジルタ、女性、大姐姐、女性A、巫女、女孩子）

2005年
- 植木的法則（卡姆·羅素）
- 今日大魔王! 第2季（姗葛莉亞、女、小孩、女性、女性兵士）

2006年
- 高機動交響曲（飛子室アズサ）

2007年
- ケアベア（仲良しベア）

2008年
- H2O -FOOTPRINTS IN THE SAND-（小日向早美）
- 今日大魔王! 第3季（姗葛莉亞、ライラ的妹妹、巫女、貴族的女性、男孩子、村中的女人）
- ケアベア お願いベアの願いごと!（仲良しベア）
- 戀姬†無雙（孫權）

2009年
- 潘朵拉之心（ドルダム、酒場客人C、女學生B、少女）
- 蝙蝠俠智勇悍將（刀）

2010年
- Angel Beats!（仲村百合）
- 學生會長是女僕（小白、女子A、大姐姐A）
- 真・戀姬†無雙〜少女大亂〜（孫權）
- 魔法禁書目錄II（結標淡希）
- FAIRY TAIL（莉莎娜·史特勞斯）
- 棒球大聯盟 第6季（艾瑪、珂妮、女性播音員、播音員、女性粉絲）

2011年
- 爆漫王（大槻菜菜見）
- 神的記事本（佐久間翔子）
- 聖痕鍊金士II（瀨田深雪）
- 純白交響曲（瀨名蘭華、小熊喵）

2012年
- 魔導少年（莉莎娜·史特勞斯、阿拉妮·衛普）
- 惡魔高校D×D（伊莎貝拉）
- 女王之刃 叛亂（月影的舞者 露娜露娜）
- 加速世界（鎳娃娃）
- 人類衰退之後（A學姊）
- 櫻花莊的寵物女孩（紀子）

2013年
- 初音島III
- AKB0048 next stage（女A）
- 我女友與青梅竹馬的慘烈修羅場（女B）
- 琴浦小姐（紀子）
- Beast Saga（護士）
- 爆漫王。3（大月奈奈觀）
- 打工吧！魔王大人（母親顧客、售票機廣播）
- 翠星上的加爾岡緹亞（艦隊通信、打撈屋、エイダ·松本）
- 悠悠式（書店店員）
- 變態王子與不笑貓（筒隱采咲）
- 戰姬絕唱SYMPHOGEAR G（鏑木乙女）
- 黃金拼圖（A班導師）
- 只有神知道的世界 女神篇（學生、工作人員、綺拉、步美的母親）
- 兩人是少女福爾摩斯（無線電聲）
- 青春紀行（接待員、玲那）

2014年
- 噬血狂襲（艾瑪·梅雅）
- 魔女的使命（前學生會長）
- FAIRY TAIL（莉莎娜）
- NO GAME NO LIFE 遊戲人生（女僕）
- 請問您今天要來點兔子嗎？（女性）
- 龍孃七七七埋藏的寶藏（黑須參差）
- 白銀的意志 ARGEVOLLEN（西爾菲·阿普爾頓）
- 修業魔女璐璐萌（飯田瑠璃）
- 精靈使的劍舞（薇薇安·梅洛莎）
- selector spread WIXOSS（二瀨文緒）
- SHIROBAKO（前輩OL A、經紀人）
- 四月是你的謊言（廣播、主持人）
- Little Busters! EX（朱鷺戶沙耶)

2015年
- 偵探歌劇 少女福爾摩斯 TD（舞蹈老師）
- 四月是你的謊言（館內放送）
- 純潔的瑪利亞（歐也妮）
- 聖劍使的禁咒詠唱（黑魔女子B）
- 在地下城尋求邂逅是否搞錯了什麼（得墨忒耳）
- 食戟之靈（郁魅母、女性）
- 亞爾斯蘭戰記（女官、侍女、孕婦）
- 你好！！黃金拼圖（女學生）
- 御神樂學園組曲（遊兔的母親）
- 下流梗不存在的灰暗世界（女性上班族）
- 出包王女DARKNESS 2nd（御門涼子）
- 落第騎士英雄譚（播報聲、學生們、母親、伙伴、哥哥、上級生、女學生）
- 機動戰士GUNDAM 鐵血的孤兒（塔賓斯的女性）
- 女武神驅動 -美人魚-（冴嶋牙美）

2016年
- Dimension W －第四次元－（列德）
- 至高指令（元伊勢的巫女）
- 食戟之靈 貳之皿（女性客A）
- Active Raid－機動強襲室第八課－ 2nd（女性秘書）
- 齊木楠雄的災難（島老師）
- 舞武器·舞亂伎 星之巨人（新聞播報員）
- WWW.WORKING!!（女性1、女性客）
- 輕拍翻轉小魔女（保健老師）

2017年
- 風夏（小雪的母親）
- 亞人醬有話要說（廣播）
- MARGINAL＃4 由KISS開始創造的Big Bang（記者B）
- 人渣的本願（拓也的女人）
- 櫻花任務（小山泉）
- Re:CREATORS（母親、剎那的母親）
- 在地下城尋求邂逅是否搞錯了什麼 外傳 劍姬神聖譚（得墨忒耳）
- 騎士&魔法（卡特莉娜·卡蜜拉·甲羅武德）
- 奇諾之旅 -the Beautiful World- the Animated Series（女、引路者）

2018年
- Slow Start（教員）
- 龍王的工作！（記者）
- 擅長捉弄人的高木同學（體育老師）
- 妖精森林的小不點（桂华）
- 齊木楠雄的災難 第2期（島京佳）
- 極道超女（瞳的母親、收銀員、學生會會計等）
- 昴宿七星（聲音）
- 暮光幻影（廣播聲B）
- 關於我轉生變成史萊姆這檔事（長耳族A）
- 隔壁的吸血鬼美眉（吸血鬼母）
- 終將成為妳（五十嵐綠）
- 魔法禁書目錄III（結標淡希[1]）
- 齊木楠雄的災難 完結篇（島京佳）

2019年
- 環戰公主（芳村薰[2]）
- 我們真的學不來！（母親）
- 魔法水果籃（不良）
- 擅長捉弄人的高木同學2（體育老師）
- 艾梅洛閣下II世事件簿 -魔眼蒐集列車 Grace note-（高莉卡）
- 我們真的學不來！（第2期）（保健教師）
- 星合之空（悠汰的母親、女學生）
- 美妙射擊部（友松由香里）

2020年
- 夢夢貓（取材女性、杉山媽媽）
- 魔物娘的醫生（母親）
- 噴嚏大魔王2020（班主任老師）
- 食戟之靈 豪之皿（莎琪）
- 成神之日（愛來的母親）
- 請問您今天要來點兔子嗎？ BLOOM（母親）
- A3! SEASON AUTUMN & WINTER（觀眾）

2021年
- 關於我轉生變成史萊姆這檔事 第2期（長耳族A）
- 2.43 清陰高中男子排球社（女性）
- 夢夢貓 Mix！（杉山媽媽、採訪者）
- EDENS ZERO 伊甸星原（兔女郎、星系聯盟軍士兵）
- Vivy -Fluorite Eye's Song-（客）
- 魔法水果籃 The Final（家政婦）
- 暮蟬悲鳴時卒（龍宮禮子）
- 暗夜第六感 2041（佐藤廣子、街頭廣播）
- SELECTION PROJECT（小泉姬子）
- 陰陽眼見子（木戶、豪塚的妻子）
- 鍵等（朱鷺戶沙耶、仲村百合）
- 世界頂尖的暗殺者轉生為異世界貴族（瑪格麗特）

2022年
- 失格紋的最強賢者（接待小姐）
- 處刑少女的生存之道（米莉的母親）
- 鍵等 第2期（仲村由理、朱鷺戶沙耶）
- Healer Girl 歌癒少女（安藤霙）
- 打工吧！！魔王大人（佐佐木陽奈子）
- 忍之一時（秘書）
- 後宮之烏（衛青的母親）
- 異世界歸來的舅舅（米涅亞）

2023年
- 妖幻三重奏（鈴的母親）
- 呆萌酷男孩（麻美的友人、電梯）
- 我喜歡的女孩忘記戴眼鏡（女學生、食堂的女孩子、伊佐美紘、教師）
- EDENS ZERO 伊甸星原 第2期（布里托妮）
- 奇異賢伴 黑色天使（伊莎貝爾）
- 獻祭公主與獸王（賽特的母親）
- 我的新上司是天然呆（前妻）
- 重生者的魔法一定要特別（普蘭的母親）
- Dr.STONE 新石紀 NEW WORLD（索育茲的母親）

2024年
- FAIRY TAIL魔導少年 百年任務（莉莎娜·史特勞斯）
- 異世界失格（系統聲音）

### OVA
- 學校怪談
- 今日大魔王!R（サングリア）
- ToHeart2ad（西露法）
- ToHeart2adplus vol.1（西露法）
- 戀姬†無雙（孫權）
- 真・戀姬†無雙（孫權）

2013年
- 翠星上的加爾岡緹亞（小孩）

2014年
- Little Busters! EX（朱鷺戶沙耶、叔母）

2016年
- FAIRY TAIL 妖精們的懲罰遊戲（莉莎娜）
- Under the Dog（女性教師）
- FAIRY TAIL 納茲vs.梅比斯（莉莎娜）
- FAIRY TAIL 妖精們的聖誕節（莉莎娜）

### 劇場版動畫
2012年
- 伏 鐵砲娘的捕物帳（日语：伏 鉄砲娘の捕物帳）

2013年
- AURA ～魔龍院光牙最後的戰鬥～（榎本）

2020年
- 劇場版 白箱（しずかのマネージャー、なめろうの男の子F）

### 網路動畫
2015年
- 怪物彈珠（福原步美）

### 遊戲
- 亞迦雷斯特戰記（碧雅翠絲）
- Under The Moon（亞雪）
- 植木的法則（卡姆·羅素）
- H2O Plus（小日向早美）
- カオスウォーズ - （シェリー、カレン）
- 高機動交響曲 白之章 〜青森企鵝傳說〜 - （女、店員）
- 高機動交響曲 青之章 〜從光之海送來的信〜 - （飛子室アズサ）
- 你的勇者 - （ハイム）
- 今日大魔王! 真魔國的假日 - （サングリア）
- 戀愛少女與守護之盾 -The shield of AIGIS- - （椿原蓮）
  - 戀愛少女與守護之盾 Portable - （椿原蓮）
- 戀姬†夢想 〜心跳☆滿是少女的三國演義〜 - （孫權、孫策）
- 莎木II - （石雅麗、仲裕寧、劉英愛）
- ゾディアック - （南爪らせん）
- 心跳魔女神判！2 -（羽織紅羽）
- 天津御空！雲之盡頭 - （葉月深景）
- 絕對英雄改造計畫 - （大黑堂ノア）
- ナデプロ!! 〜キサマも声優やってみろ!〜 - （相葉美櫻）
- 歡迎來到Pia♥Carrot!!G.O. SUMMER FAIR - （椚あやの）
- 緋色的碎片 - （八坂真緒）
  - 翡翠の雫 緋色の欠片2
  - 真・翡翠の雫 緋色の欠片2
  - 真・翡翠の雫 緋色の欠片2 ポータブル
- 魔女っ娘ア・ラ・モードII 〜魔法と剣のストラグル〜 - （レイス）
- 萌萌2次大戰(略) - （ルーデル、ルリ）
- 闇夜裡低語 〜偵探 相樂恭一郎〜 - （石川渚）
- Little Busters! Converted Edition - （朱鷺戶沙耶）
- 次の犠牲者をオシラセシマス - （青樹香菜）
- 純白交響曲睦之花（瀨名蘭華、小熊喵）
- 我是少女漫画家（神尾千佳）
- 魔法禁書目錄（手游）（结标淡希）
- 食之契約（冰淇淋花筒）

2019年
- 魔法禁書目錄 幻想収束（结标淡希）

2020年
- 理と迷宮の少女 (蓮華)

2023年
- 怪物彈珠（2023年 - 2025年 艾妮媛尼兒、安喀勒）

2024年
- 蔚藍檔案（京極皋月）

### 外語片配音
- 意外邊緣
- 醫門英傑（傑森）
- 這個男人有點色（夏綠蒂）
- BAD BOY（服務生）

### Web廣播
- studio TeaParty（2006年7月7日 - 2010年5月21日）
- 来栖川重工プレゼンツ メイドロボ3姉妹 ラジオはじめました（2009年9月7日 - 2010年4月5日）
- Angel Beats! SSS（死んだ 世界 戦線）RADIO（2010年3月18日 - 2011年3月31日）

### CD
- 純白交響曲 原創廣播劇系列 第1卷（瀨名蘭華、小熊喵）
- 高機動交響曲GPO 廣播劇CD Vol.6 青之章（飛子室アズサ）
- 自鳴琴 〜La melodie d'ange〜（阿見結花菜）
- 純情羅曼史（M大職員）
- 新宿Guardian（護士）
  - 新宿Guardian～2nd mission～（女學生B）
- 月宿る（院内廣播）
- 東京タブロイド（櫻小路香澄）
- ToHeart2系列（西露法）
  - ToHeart2 Character Songs Vol.2
  - ToHeart2 adplus Summer Album
  - ToHeart2 adplus Winter Album
- 廣播劇CD 裏 今夜是魔之大逃亡!〈本家特別篇Ver.〉（海洋世界員工）
- 翡翠之雫 緋色的欠片2 廣播劇CD 『惑わしの洞窟』（八坂真緒）
  - 翡翠之雫 緋色的欠片2 廣播劇CD Vol.2 『幻魔的陷阱』（八坂真緒）
- H+P -ひめぱら-（キスト）
- ビューティー・ポップ（女學生）
- 夢幻遊戲 玄武開傳（女孩子）
- 指尖奶茶（女學生）
- LOVE MODE 5（葵一們的母親、女路人）

### 廣告
- 米油（旁白） - ボーソー油脂

### 其他
- 自鳴琴 Web廣播劇 Chapter.2（阿見結花菜）

## 外部連結
- （日語）GENKI PROJECT 元氣プロジェクト（前經紀公司介紹網頁）
- （日語）harumi's blog（櫻井浩美blog）
- （日語）studio TeaParty（自行製作的網路廣播）